# Batalla de Le Cateau
La batalla de Le Cateau se libró en el Frente Occidental durante la Primera Guerra Mundial el 26 de agosto de 1914.Se trató de una acción dilatoria por parte de británicos y franceses para frenar la persecución alemana y que así tanto La Fuerza Expedicionaria Británica como el Quinto Ejército francés se retiraran hacia San Quintín tras sus derrotas en la batalla de Mons y en la batalla de Charleroi respectivamente.

## La batalla
Le Cateau fue la batalla que demostró los devastadores resultados que la artillería moderna de disparo rápido con proyectiles de metralla podía tener en la infantería que avanza al aire libre. Los británicos desplegaron su artillería a unos 50–200 metros detrás de la infantería, mientras que la artillería alemana utilizó fuego indirecto desde posiciones ocultas.Con los cañones tan cerca de la infantería, los británicos habían aumentado involuntariamente la efectividad del fuego de artillería alemán, porque los proyectiles dirigidos a la infantería británica podían golpear con facilidad los cañones británicos.
La 5ª División británica estaba en el flanco derecho, en el lado sur de la carretera Le Cateau-Cambrai entre Inchy y Le Cateau.La 3ª División estaba en el centro, entre Caudry e Inchy, y la 4ª División estaba en el flanco izquierdo, en la orilla norte de Warnelle. El camino estaba hundido en algunos lugares, lo que proporcionaba posiciones inadecuadas de tiro de largo alcance y en muchos lugares los alemanes podían acercarse a posiciones británicas sin ser vistos. En el flanco derecho, al oeste de Le Cateau, los alemanes marcharon por el camino desde el norte hasta Le Cateau. Los británicos estaban en pendiente lo que hizo que sufrieran muchas bajas a la hora de la retirada.
Manteniéndose firmes a pesar de muchas bajas, el flanco derecho británico y luego el flanco izquierdo comenzaron a colapsar alrededor del mediodía. La llegada del Cuerpo de Caballería Sordet del general francés André Sordet proporcionó un escudo para el flanco izquierdo británico y permitió a los británicos escapar, a pesar de los intentos alemanes de infiltrarse y flanquearlos.

## Consecuencias
Esa noche, los aliados se retiraron a San Quintín. De las 40,000 tropas británicas que lucharon en Le Cateau, 7,812 se convirtieron en víctimas y 2,600 fueron tomadas prisioneras y treinta y ocho cañones fueron abandonados aunque en mal estado.Durante por lo menos 2 días las tropas británicas no estuvieron en condiciones de entrar en combate.
Los alemanes estaban satisfechos con su victoria. El historiador del Regimiento de Infantería 93 escribió:

La batalla de Beaumont-Inchy siempre será uno de los días más gloriosos en la historia del regimiento, que demostró que en un ataque frontal contra un enemigo que hasta ahora se consideraba imbatible, las tropas de crack del ejército británico, el 93 no fue simplemente su igual, era superior ". El 75º Regimiento de Artillería de Campo dijo que la batalla" fortaleció la autoconfianza de las tropas alemanas ... sobre todo porque el ejército británico estaba compuesto casi exclusivamente por tropas del ejército activo de servicio prolongado, que fueron magníficamente entrenados y equipados.
Historiador, IR 93

La satisfacción alemana en parte surgió de la creencia errónea de que habían derrotado a la Fuerza Expedicionaria Británica, no al II Cuerpo y una brigada de caballería. Fue este error lo que permitió al II Cuerpo retirarse ya que las tropas alemanas tuvieron una noche de descanso en lugar de ser enviadas a perseguir a las fuerzas británicas.